# Christian Schlee

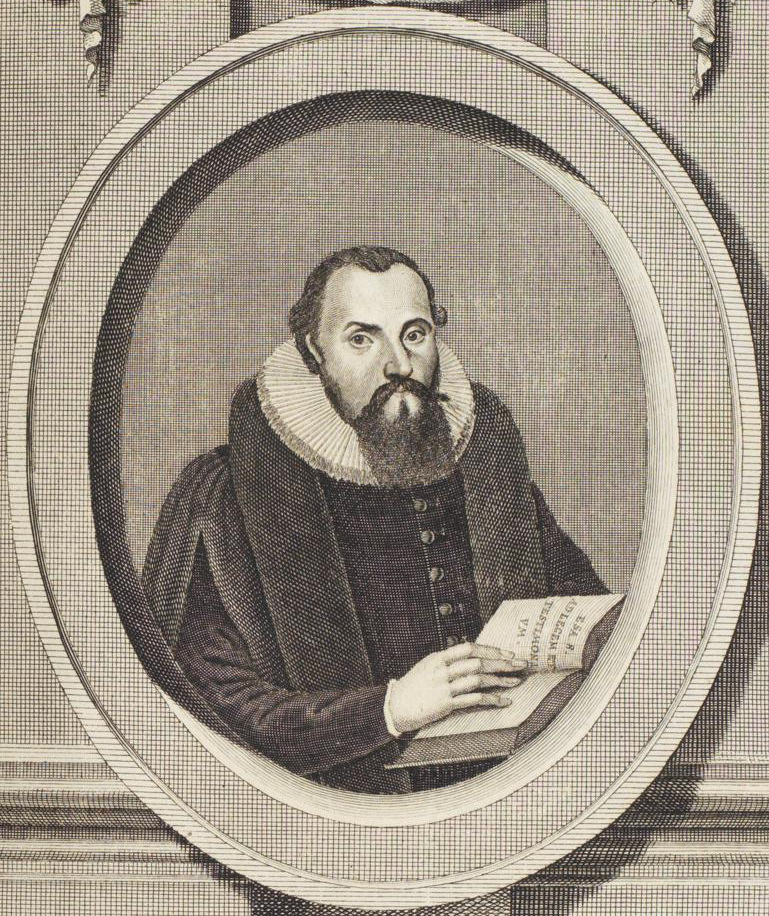
Das Bild hat im Original folgende Beschriftung: Christianus Sledanus Rostochiensis, Natus 1570. S.Theol.D. et P.P.Rostoch 1605 Basilica Slesvicans. Pastor primar. a.1614. †.1646.
Kupferstich von J. M. Bernigeroth

Christian Schlee, auch Christianus Schlee, Sledanus, Slede (* im März 1579 in Rostock; † 10. Juli 1646 in Schleswig) war ein deutscher lutherischer Geistlicher, Theologe und Hochschullehrer.

## Leben
Christian Schlee (Sledanus) war der Sohn von Oswald Schlee, zu der Zeit als Diakon an der Rostocker Petrikirche tätig. Nach dem Besuch des Pädagogiums in Stettin studierte er an den Universitäten in Rostock und Wittenberg und erlangte an letzterer 1602 den Magistergrad. Er erscheint 1605 wieder, als er in der Rostocker Johanniskirche vor zahlreichem Publikum die Komödie von Susanna aufführte. Es folgte darauf eine Reihe von solchen Aufführungen in Rostock, die schließlich zu theologischen Streitigkeiten führten.
Schlee wurde 1605 als rätlicher außerordentlicher Professor der Theologie an die Universität Rostock berufen. Am 15. Juni 1608 erfolgte seine Ordination als Prediger, um den Mecklenburger Herzog Johann Albrecht II. auf seiner Hochzeitsreise nach Schweden als Hofprediger begleiten zu können. 1609 wurde er ordentlicher Professor der Theologie an der Rostocker Universität und zugleich deren Rektor. Etwa ein Jahr später, am 26. August 1610, wurde er dort zum Dr. theol. promoviert.
Schlee erhielt 1614 einen Ruf als Pastor an den Schleswiger Dom. Er folgte dem Ruf und wurde dort später Dompropst. In diesem Amt verstarb er 1646.

## Publikationen (Auswahl)
- Oratio de papa romano, quod is sit magna illa babylonia meretrix, ex cap. 17 et 18 Apocal. Wittenberg 1602.
- Disputatio Theologica De Iustificatione Hominis Peccatoris Coram Deo. Pedanus, Rostock 1614.
- Quaestio Practica De Consecratione Sacramenti Eucharistici. An fundationis ac Institutionis primaevae verba formalia ab Evangeliographis & Testatore ipso scripta dicta, sint necessario ante Elementorum distributionem recitanda? Hallervordius, Rostock 1627.
- Oratio Panegyrica, Das ist, Trost- und Ehrn-Predigt, Bey Des weyland Ehrnvesten, Großachtbaren, Hochgelarten und Hochberühmten, Herrn Martini Chemnitii. Fueß, Rostock 1627.